# فرهنگ موضوعی فارسی
فرهنگ موضوعی فارسی با عنوان کاملِ فرهنگ موضوعیِ فارسی (راهنمای واژه‌یابی)، یک فرهنگ لغت یک‌زبانهٔ فارسی‌به‌فارسی تألیف بهروز صفرزاده است. این فرهنگ گنجینهٔ دسته‌بندی‌شده و مقوله‌بندی‌شده‌ای از ۳۵٬۰۰۰ واژه و اصطلاح رایجِ فارسی امروز است که در قالبِ ۲۲ فصل و ۱۲۵۰ مقوله آمده‌اند. در این فرهنگ، واژه‌ها براساس موضوع و روابطِ معنایی‌شان مرتب شده‌اند، نه براساس ترتیب الفبایی. مثلاً اگر مراجعه‌کننده بخواهد فهرستی از رنگ‌ها، میوه‌ها، پارچه‌ها، شیرینی‌ها، داروها، و بسیاری مقوله‌های دیگر را ببیند، در این کتاب به‌سادگی آن را می‌یابد. اگر به‌دنبالِ واژه یا اصطلاحی برای بیانِ فلان مفهوم می‌گردد ولی آن را نمی‌یابد، این کتاب می‌تواند به او کمک کند.

## محتوای کتاب
محتوای کتاب از این قرار است:
1. پیش‌گفتار (صص یازده ـ شانزده)؛
2. منابع (ص شانزده)؛
3. دسته‌بندی بیست‌ودوگانهٔ مفاهیم (صص هفده ـ هجده)؛
4. مقولات (صص نوزده ـ سی و نه)؛
5. فرهنگ موضوعیِ فارسی (متن کتاب) (صص ۱–۱۷۴۰)
6. نمایه (صص ۱۷۴۱–۲۰۸۰).[۲]

## ویژگی‌های کتاب
یکی از ویژگی‌های بی‌سابقهٔ این فرهنگ ذکرِ چشم‌گیرِ همایندهای واژه است؛ یعنی واژه‌های هم‌نشینی که معمولاً همراهش به‌کار می‌روند. مثلاً برای واژهٔ «زندگی» این همایندها آورده شده‌است: «محلِّ/ مشکلاتِ/ مراحلِ/ وسایلِ/ پایانِ/ هدفِ زندگی»؛ «زندگیِ اجتماعی/ شخصی/ خصوصی/ زناشویی»؛ «پیش‌رفت/ ترقی/ موفقیت/ شکست/ خوش‌بختی در زندگی». مؤلف در این فرهنگ، برای روشن شدنِ مفاهیم، از ۵۰٬۰۰۰ مثال بهره برده‌است. فرهنگ موضوعیِ فارسی جمعاً شامل ۲۰۸۰ صفحه است و در یک جلد، بر روی کاغذ شصت‌گرَمی و با جلدِ سخت (گالینگور) چاپ شده‌است. این فرهنگ برای عموم فارسی‌زبانان و فارسی‌دانان، با هر سطحی از تحصیلات تخصصی، قابل‌استفاده است. این فرهنگ حاصل ده سال کار مداوم مؤلف آن است.

## نقد کتاب
در نشستی در سرای اهل قلم (خانهٔ کتاب ایران)، با حضور محمد شادروی‌منش (فرهنگ‌نویس، ادیب، و مدرس دانشگاه)، حسن هاشمیِ میناباد (زبان‌شناس، مترجم، و مدرس دانشگاه)، بهروز صفرزاده (فرهنگ‌نویس و ویراستار، مؤلف کتاب)، و حاضران، در روز چهارشنبه ۲۵ مرداد ۱۳۹۶ (۱۶ اوت ۲۰۱۷)، فرهنگ موضوعی فارسی نقد و بررسی شد.